# Manoun-See

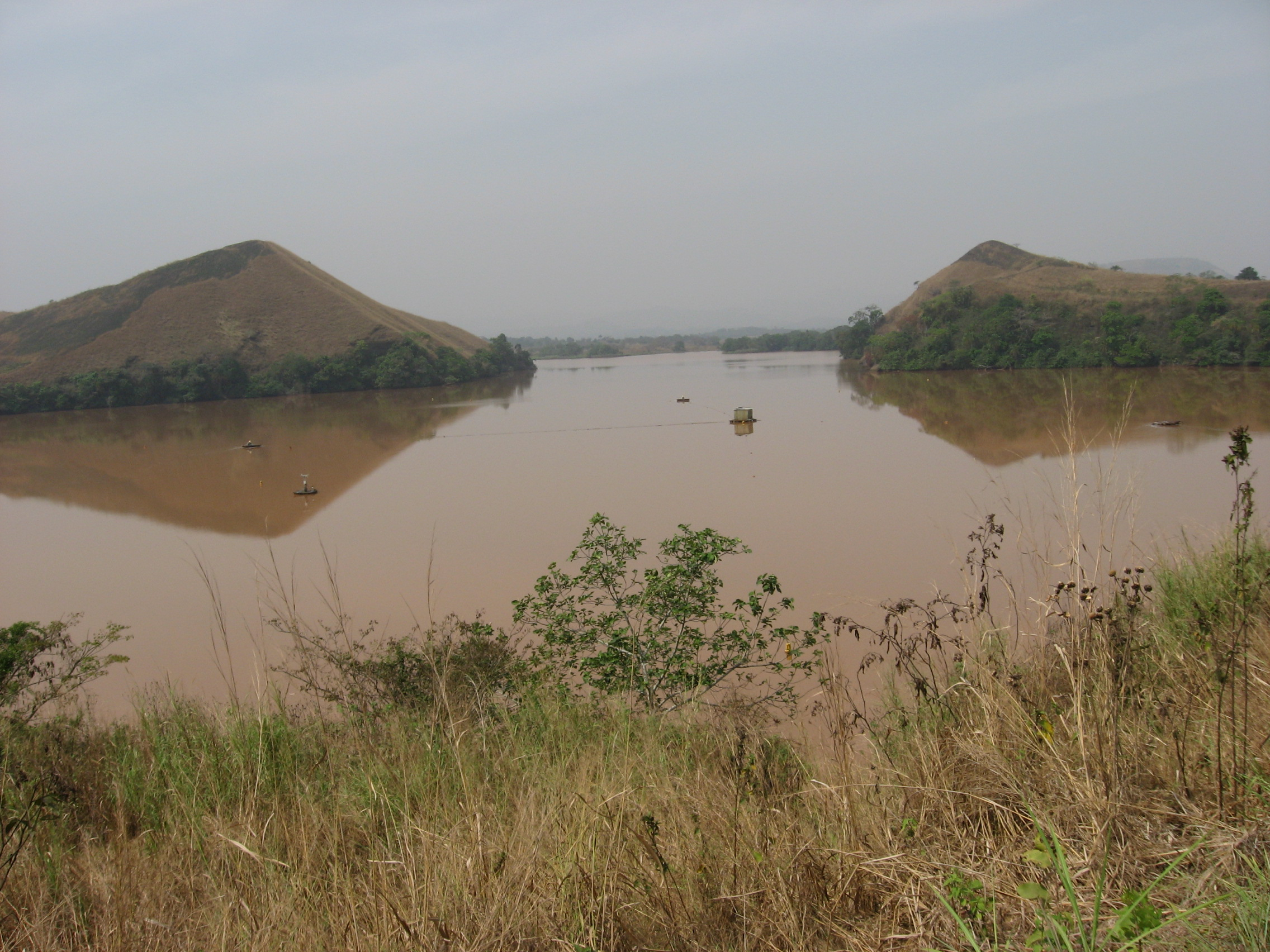
Manoun-See

Der Manoun-See (französisch Lac Monoun) ist ein See im Westen Kameruns, in der französischsprachigen Region Ouest, rund 20 Kilometer Luftlinie ostnordöstlich deren Hauptstadt Bafoussam.
Der See ist ein Maar und gehört zum Oku-Vulkanfeld.

## Gasaustritt
Am 15. August 1984 traten plötzlich große Mengen Kohlenstoffdioxid (CO2) aus dem See aus, wodurch 37 Menschen in Ufernähe den Erstickungstod erlitten. Kohlendioxid ist ein Gas, das schwerer als Luft ist und sich daher in Bodennähe konzentriert. Die Ursache dieser plötzlichen Gasfreisetzung gab der Wissenschaft zunächst Rätsel auf; man dachte eher an einen Terroranschlag als an ein Naturphänomen.
Erst durch eine ähnliche Tragödie am ebenfalls im Oku-Gebiet gelegenen Kratersee Nyos im Jahr 1986 fand man eine plausible Erklärung: Eine Magmakammer unter dem Gebiet ist die Quelle von Kohlenstoffdioxid, welches durch den Seeboden nach oben steigt. So lösen sich jährlich schätzungsweise 90.000 Tonnen  CO2 im Wasser des Nyos-Sees und führen zu einer Übersättigung mit CO2. Da das Seewasser thermisch geschichtet ist (Schichten von warmem, weniger dichtem Wasser an der Oberfläche liegen über kalten, dichteren Schichten am Seeboden), tritt das CO2 nicht sofort aus. Kaltes Wasser kann wesentlich größere Mengen an CO2 aufnehmen als warmes Wasser. So werden über lange Zeiträume große Mengen von Kohlenstoffdioxid im Wasser des Sees gelöst.
Beide Seen sind wegen der Schichtung meromiktische Gewässer. Anfangs bleibt das CO2 in den unteren Schichten gelöst, bis jedoch irgendwann das Wasser übersättigt wird. Wenn dann ein Ereignis wie ein Erdrutsch, ein Erdbeben oder vulkanische Aktivität auftritt, kommt es zu einer Vermischung der kalten und warmen Wasserschichten, so dass schlagartig große Mengen von CO2 aus dem Wasser aufsteigen. Der Prozess des plötzlichen Entgasens lässt sich mit dem Öffnen einer kohlensäurehaltigen Mineralwasserflasche (nach Schütteln) vergleichen.

## Entgasungsprojekt
Seit 2003 gibt es ein Entgasungs-Projekt, bei welchem durch ein in die tiefen Wasserschichten reichendes Rohr das mit CO2 gesättigte Wasser in einer Fontäne aus dem See heraussprudelt. Durch diese kontrollierte Entgasung soll eine gefährliche CO2-Übersättigung verhindert werden.
Im Rahmen des Entgasungsprojekts wurde in der Umgebung der Anlage eine Abnahme der Sauerstoffkonzentration der oberflächennahen Wasserschicht beobachtet. Als Ursache wird Eintrag von Eisen durch das heraufbeförderte Tiefenwasser angenommen.